# Абдураимов, Берадор Хасанович
Берадо́р (Эркин) Хаса́нович Абдураи́мов (узб. Birodar Hasanovich Abduraimov; род. 14 мая 1943, Ташкент) — советский футболист, нападающий, узбекский тренер. Мастер спорта СССР. Заслуженный тренер Узбекской ССР (1990).
Основатель футбольной династии Абдураимовых в Узбекистане: в 1990-х годах за разные клубы Азии играли три его сына из пятерых — Азамат, Джасур и Баходыр.

## Карьера
В спорте начинал с борьбы и бокса, был юношеским чемпионом Узбекистана по вольной борьбе (48 кг). Но тренер ФШМ на соседнем от дома стадионе «Спартак» в Ташкенте заставил Берадора играть только в футбол. Однако единоборства позже помогли получить диплом Ташкентского института физической культуры (требовались разряды по трём видам спорта). Кафедры футбола при институте не было, и Абдураимов с Юрием Пшеничниковым (вратарь «Пахтакора» и сборной СССР в 1960-70-х годах) специализировались на кафедре ручного мяча (вратарями).
В 1960 году ташкентский «Пахтакор» начал выступать в высшей лиге советского чемпионата, и 17-летний Берадор открыл счёт своим голам в среднеазиатском дерби в матче с алма-атинским «Кайратом».
С 1960 по 1968 год и с 1970 по 1974 год выступал за «Пахтакор», в сезоне 1969/1970 — за московский ЦСКА.

## Достижения
- Лучший бомбардир чемпионата СССР: 1968 (22 мяча)[3]
- Лучший бомбардир первой лиги СССР: 1972 (34 мяча)
- Член клуба Григория Федотова: 106 мячей
- Рекордсмен «Пахтакора» по количеству выступлений за команду: 358 матчей
- Чемпион Азиатских игр: 1994 (как тренер)
- Его именем назван клуб узбекских бомбардиров
- Чемпион Узбекистана по вольной борьбе среди юношей

## Награды
- Медаль «Шухрат» (1994)[4]
- Звание «Узбекистон ифтихори» (2003)[5]